# Оспедалето
Оспедалѐто (на италиански: Ospedaletto) е село и община в Северна Италия, автономна провинция Тренто, автономен регион Трентино-Южен Тирол. Разположено е на 360 m надморска височина. Населението на общината е 797 души (към 2018 г.).